# 公民
公民（こうみん、英語: citizen）は、政治に参加できる人々。市民、国民、住民、人民などと似た意味を持つが、それぞれの区別に注意を要する。
政治への参加の意味合いから「市民」と言い換えられることがあるが、厳密には参政権、特に選挙権や被選挙権があることをもって公民と呼ぶことが多い。ほとんどの公民の語は、市民に言い換えられるが、市民は多義的なため、特に上記の意味を強調する際に公民と呼ぶことがある。
中華人民共和国、朝鮮民主主義人民共和国、中華民国では、国民・国籍者の意味で、憲法上で公民の語が使われている。

## 律令制の公民
古代日本の律令制で統治対象とされた一般人。和訓は「おほみたから」。公民は戸籍に編入され、口分田が班給され、課役を賦課された。
中国（唐）には公民の語はなく、日本の律令法にも、直接公民について規定した法規はない。元は倭国王やヤマト王権に直属する民を指し、臣、連、伴造などの豪族が支配する民や、百八十部と区別された人々を指したと考えられている。日本での公民の語の確実な初見は『続日本紀』に引用された文武天皇即位の宣命（記紀にも公民の語は見られるが、後世の脚色の可能性もある）。以後、公民の語が記録上に見られるようになる。
一般に律令制は「天皇が全ての土地と人民を支配する体制」として、公地公民制と呼ばれることが多いが、その典拠とされる改新の詔で使われた語は百姓。また、公民と共に皇親、諸臣（官人）、五色の賎が併記されて「公民」の範疇から除かれており、「全ての人民」が公民だったという表現は誤解を招きやすいと言える。また、国家に直接租税を納めない封戸・神戸などの人々や、戸籍に記載されず、租税を納めない浮浪・蝦夷・隼人も公民に含まれない。官人や皇親をも念頭に置いたと見られる「公民」という表現例もあり、その用法も一定でなかったようである。